# アキュレイト
株式会社アキュレイト（英: Accurate Inc.）は埼玉県越谷市に本社を置く金属製品メーカーである。
自社ブランドの規格ばね、雌ねじ補強インサート等の開発・ファブレス製造を行っている。

## 歴史
1985年7月、神奈川県藤沢市で湘南OAシステムとして創立、同年11月にアキュレイト販売と社名変更を行った。1986年10月より規格ばねの販売を開始した。1998年に埼玉県越谷市に本社を移転した。
2004年にアキュレイトに社名変更した。
2008年10月にマリンメッセ福岡で開催された「モノづくりフェア」では雌ねじ補強インサート、規格ばね、特注スプリング等を出品した。
2009年にはアドバネクスグループから独立した。
2010年、タッチセンサー事業に参入した。